# Papež Kalist II.
Kalist II., papež Rimskokatoliške cerkve; * kot Gvido (Guy, Guido) okrog 1060 grad Quingey (Burgundija, Vzhodna Francija) † 13. december 1124 Rim ( Papeška država, Italija, Sveto rimsko cesarstvo).

## Življenjepis

### Mladost
Gvido Viennski – Guy de Vienne, ki je bil spoštovan papež v katoliškem svetu, se je rodil okoli leta 1060 na gradu Quingey na reki Loue v vzhodni Franciji. Bil je potomec ene izmed najbolj povezanih hiš v krščanstvu. Njegov oče je bil Viljem z nadimkom Veliki (William Tête-Hardie = Viljem Trmasti), burgundski knez Viljem I. Burgundski,  in je bil velik zaveznik Gregorja VII.. Njegova mati Štefanija (Stephania Étienette), ki je priženila k svojemu možu viennsko kneževino, je rodila devet otrok. Prek svojih številnih bratov in sester, kakor tudi prek svojih staršev, je bil Gvido v sorodstvu z večino evropskih vladarskih rodovin. Od treh njegovih bratov, ki so padli v boju za krščansko stvar na Vzhodu, je Gvido v svojih pismih pogosto omenjal Huga (Hugh), ki je bil besançonski nadškof. Sam Gvido pa je bil viennski nadškof (1088) in tudi papeški legat za Francijo, postavljen od Pashala II. 

Gvidov lik je bil očitno v ponos njegovi veliki družini. Njegova pobožnost in odločnost, njegova ljubezen do pravice in njegova odkrita velikodušnost so skupna snov pisateljev, tako starejših kot novejših. 

Malo ali ničesar ni znanega o njegovi mladosti. Izročilo si je vseeno prizadevalo, da bi zapolnilo to vrzel. V pismu, ki ga vsebuje knjiga Liber de miraculis S. Jacobi in oboje pripisujejo njemu -  pravi, da ko je bil študent, je štirinajst let prebil v potovanju skozi omikane in neomikane dežele ter zbiral vse, kar je bilo napisano o svetem apostolu Jakobu, ki ga je ljubil že od svojega otroštva. V teku svojih pohajanj je valete na nevarnosti od ognja, od roparjev in od brodoloma; čeprav je pogosto izgubil vse, kar je imel, mu je ostalo ogromno tega, kar se je naučil o apostolu toliko, česar mu ni mogel vzeti nihče. V videnju mu je ukazal Božji Sin, naj dokonča svojo zgodbo o čudežih svetega Jakoba, in da naj kaznuje vse zlobne romarje, ki so bili na poti v njegovo svetišče v Kompostelji. Žal je omenjeno pismo prav tako malo verjetno kot knjiga, ki ga vsebuje. 

## Papež
Zgodovina pa poroča, da je Gvido postal nadškof v Vienni 1096, kjer je 1112 vodil sinodo, ki je nastopila proti privile¬giju  s katerim je Pashal II.  pod hudimi pritiski leta 1111 svetorimskemu cesarju Henriku V  dovolil investi¬turo. Sinoda je cesarja zategadelj izobčila. Papež se zaradi ostrega pisma ni jezil, ampak je Gvida celo povzdignil v kardinala. Sam se je namreč opravičeval, da je to storil iz slabosti, ko ga je cesar skupaj s kardinali vrgel v ječo in mučil. 
Da ga ne bi doletela enaka usoda, se je njegov naslednik umaknil v Francijo. Gelazij je umrl – strt od hudih preskušenj že po letu papeževanja – v Clunyju . 29. januarja 1119, ko je še priporočil vnetega privrženca Gregorijanske reforme, palestrinskega škofa in kardinala Kuna, za svojega naslednika. Na papeževem pogrebu navzoči kardinali so na Kunov predlog izvolili kar tam že 2. februarja 1119 glasovitega viennskega nadškofa Gvida za novega papeža, ki pa se je branil sprejeti izvolitev, ki se je zgodila zunaj Rima. Le stežka so ga prepričali, da so volitve veljavne in da se zaradi težkega položaja Cerkve mora ukloniti volji kardinalov. Izbral si je ime Kalist II. Ime Kalist grško Κάλλιστος (Kalistos) pomeni slovensko: »Najlepši«. Iz Clunyja so ga peljali na prejšnji sedež v Vienno, kjer so ga kronali 9. februarja.

Čim prej je želel z nemškim cesarjem urediti vprašanje investiture. Pogovori v Mouzonu so naleteli na take ovire, da je cesarja spet doletelo izobčenje na sinodi v Reimsu oktobra 1119. Nasled¬nje leto je Kalist prišel v Rim. Mesto ga je navdušeno sprejelo. Odstavil je protipapeža Gregorja in se odločno lotil ureditve občutljivih odnosov med Cerkvijo in državo.

### Wormški sporazum
Cesarja so omehčale držav¬ljanske vojne in okrepitev cerkvene stranke; ustrašil se je tudi, da bi delil usodo svojega očeta, ki je umrl izobčen in od vseh zapuščen. Zato je zdaj bil pripravljen na sporazum s papežem. Oktobra 1121 so o investituri razpravljali na državnem zboru v Würzburgu; tam so knezi vrnili protipravno pridobljeno cerkveno premoženje in povabili papeža, naj o zadevi skliče koncil. Papež je poslal v Nemčijo ostijskega kardinala-škofa Lamberta, ki je s cesarjem po dolgotrajnem razpravljanju dosegel sporazum, ki so ga podpisali 23. septembra 1122 v Wormsu, in pomeni konec dolgotrajnih investiturnih bojev, tako imenovani Wormški konkordat. . Cesar se je odpovedal umeščanju škofov s podelitvijo prstana in palice ter priznal papežu svobodne volitve; v deže¬lah nemškega kraljestva naj bi volitve potekale v cesarjevi navzočnosti, vendar brez njegovega vmeša¬vanja, simonije ali nasilja; fevd pa lahko sprejme izvoljeni škof iz rok cesarja pred posvetitvijo. V dvomnih primerih pa po obrazložitvi krajevnega škofa in metropolita odloči cesar. Duhovno službo v smislu konkordata podeljuje Cerkev, svetne dobrine, ki so z njo povezane, pa cesar. Sprava med cesarjem in papežem je vzbudila vsesplošno veselje.

### Prvi lateranski koncil
Da bi reformo utrdil v celotni Cerkvi, je Kalist sklical vesoljni cerkveni zbor v Lateranu, ki se ga je udeležilo okoli 300 škofov; po nekaterih virih je bilo udeleženo okrog 900 raznih prelatov (poleg škofov še opatov in drugih cerkvenih odličnikov). Koncil je potrdil wormški konkordat; prepovedal je simonijo , za duhovnike je ponovno predpisal celibat. Udeležencem križarskih vojn je papež omogočil prejem odpustkov; na desni rami so si smeli všiti znamenje križa. Zoper španske  muslimanske Mavre so napovedali križarsko vojno. Koncil je tudi reševal sporna cerkvena vprašanja na Angleškem (York, Canterbury). 

### Dela
Kalist se ni ravno odlikoval po leposlovni dejavnosti; do nas je prišlo malo del, ki se pripisujejo njegovemu peresu. Ta so:
- De miraculis sancti Jacobi apostoli. (Čudeži svetega apostola Jakoba)
- De obitu et vita sanctorum. (Smrt in življenje svetnikov)
- Vita Caroli Magni Imperatoris. (Življenje cesarja Karla Velikega)

Ohranjenih nam je precej njegovih 
- pisem [15]

## Smrt
Niti papež niti cesar nista dolgo uživala sadov sprave; papež Kalist II. je umrl 13. decembra 1124, pet mesecev potem pa cesar Henrik V.
: